# Chittenden CDP (Vermont)
Chittenden es un lugar designado por el censo ubicado en el condado de Rutland en el estado estadounidense de Vermont. En el Censo de 2020 tenía una población de 136 habitantes y una densidad poblacional de 116,24 habitantes por km². Fue incluido como CDP en el censo de 2020.

## Geografía
Chittenden se encuentra ubicado en las coordenadas 43°42′27″N 72°56′51″O / 43.70750, -72.94750. Según la Oficina del Censo de los Estados Unidos,  tiene una superficie total de 1,17 km², todos correspondientes a tierra firme.